# 白いレガッタ
『白いレガッタ』（Reggatta de Blanc、白いレゲエ）は、1979年にリリースされたポリスのアルバム。
ポリスにとって2作目のスタジオアルバムである。イギリスにおいて人気を得はじめていた彼らは、様々なアイディアを録音に取り入れた。アルバム録音中にバンドの人気に火がつき、イギリスにおいてはこのアルバムが初の1位（4週間）に輝いた。収録曲「孤独のメッセージ - Message in a Bottle」は、世界的に大ヒットし代表曲として著名。「ウォーキング・オン・ザ・ムーン」もシングルカットされ、イギリスで1位になっている。

## 収録曲
表記の無い物はスティングの作曲
1. 孤独のメッセージ - Message in a Bottle – 4:51
2. 白いレガッタ - Reggatta de Blanc (Stewart Copeland, Sting, Andy Summers) – 3:06
3. イッツ・オールライト・フォー・ユー - It's Alright for You (Copeland, Sting) – 3:13
4. ブリング・オン・ザ・ナイト - Bring on the Night – 4:16
5. 死の誘惑 - Deathwish (Copeland, Sting, Summers) – 4:13
6. ウォーキング・オン・ザ・ムーン - Walking on the Moon – 5:02
7. オン・エニイ・アザー・デイ - On Any Other Day (Copeland) – 2:57
8. ひとりぼっちの夜 - The Bed's Too Big Without You – 4:26
9. コンタクト - Contact (Copeland) – 2:38
10. ダズ・エブリワン・ステア - Does Everyone Stare (Copeland) – 3:52
11. ノー・タイム・ディス・タイム - No Time This Time – 3:17

## 国内版
- 2005年に日本で発売されたリマスター版と紙ジャケット版はエンハンスドCDとしてリリースされ、エンハンスド領域には「ウォーキング・オン・ザ・ムーン」のビデオが収録されている。

## 受賞
- 2003年、『ローリング・ストーン誌が選ぶオールタイム・ベストアルバム500』において369位にランクインし[8]、後の改定では372位となった[9]。
- 「白いレガッタ」が、1981年にグラミー賞最優秀ロック・インストゥルメンタル・パフォーマンスを受賞した[6]。